# Pacitan (Regierungsbezirk)
Kabupaten Pacitan ist ein Regierungsbezirk in der indonesischen Provinz Ostjava. Der Hauptort ist Pacitan. Der Bezirk hat nahezu 0,6 Mio. Einwohner (Stand Ende 2021) auf einer Fläche von 1.433,6 km².

## Geographie und Verwaltungsgliederung
Pacitan liegt im Westen von Jawa Timur an der Grenze zu Jawa Tengah, an das es im Westen grenzt. Im Osten grenzt es an die Regierungsbezirke Ponorogo und Trenggalek. Im Süden wird Pacitan vom Indischen Ozean abgegrenzt. Pacitan ist in zwölf Distrikte (Kecamatan) unterteilt, die sich wiederum in 166 Gemeinden (Kelurahan und Desa) aufteilen. Die Daten zur Bevölkerung sind Daten der Volkszählung von 2020 (Sensus Penduduk).
| Code 2   | Kecamatan Distrikt | Ibu Kota Verwaltungssitz | Fläche (km²) | Volkszählung 2020 1 | Volkszählung 2020 1 | Volkszählung 2020 1 | Anzahl der Dörfer | Anzahl der Dörfer |
| Code 2   | Kecamatan Distrikt | Ibu Kota Verwaltungssitz | Fläche (km²) | Einwohner 3         | 0Dichte 40          | Sex Ratio 5         | Desa 6            | Kel. 7            |
| -------- | ------------------ | ------------------------ | ------------ | ------------------- | ------------------- | ------------------- | ----------------- | ----------------- |
| 35.01.01 | Donorojo           | Donorojo                 | 109,09       | 37.669              | 345,3               | 97,6                | 12                | –000              |
| 35.01.02 | Pringkuku          | Ngadirejan               | 132,93       | 32.616              | 245,4               | 98,9                | 13                | –000              |
| 35.01.03 | Punung             | Punung                   | 108,81       | 37.094              | 340,9               | 98,3                | 13                | –000              |
| 35.01.04 | Pacitan            | Sidoharjo                | 77,11        | 78.161              | 1.013,6             | 99,0                | 20                | 5000              |
| 35.01.05 | Kebonagung000      | Kebonagung               | 124,85       | 46.459              | 372,1               | 103,5               | 19                | –000              |
| 35.01.06 | Arjosari           | Arjosari                 | 117,06       | 41.693              | 356,2               | 102,2               | 17                | –000              |
| 35.01.07 | Nawangan           | Nawangan                 | 124,06       | 51.240              | 413,0               | 100,3               | 9                 | –000              |
| 35.01.08 | Bandar             | Bandar                   | 117,34       | 44.493              | 379,2               | 101,2               | 8                 | –000              |
| 35.01.09 | Tegalombo          | Tegalombo                | 149,26       | 51.626              | 345,9               | 100,1               | 11                | –000              |
| 35.01.10 | Tulakan            | Tulakan                  | 161,62       | 83.904              | 519,1               | 102,5               | 16                | –000              |
| 35.01.11 | Ngadirojo          | Ngadirojo                | 95,91        | 47.306              | 493,2               | 99,2                | 18                | –000              |
| 35.01.12 | Sudimoro           | Sukorejo                 | 71,86        | 33.849              | 471,0               | 101,2               | 10                | –000              |
| 35.01    | Kabupaten Pacitan  | Kabupaten Pacitan        | 0001.389,87  | 0.0000586.110       | 0.0000421,7         | 100,5               | 166               | 5                 |

## Bevölkerung
Ende 2021 lebten im Regierungsbezirk Pacitan 597.998 Menschen, 299.914 Männer und 298.084 Frauen. Die Bevölkerungsdichte beträgt 417,1 Einwohner pro Quadratkilometer. 99,84 Prozent der Einwohner sind Muslime, es gibt kleine Minderheiten von Protestanten (0,11 %) und Katholiken (0,05 %).